# Lettera all'amata immortale

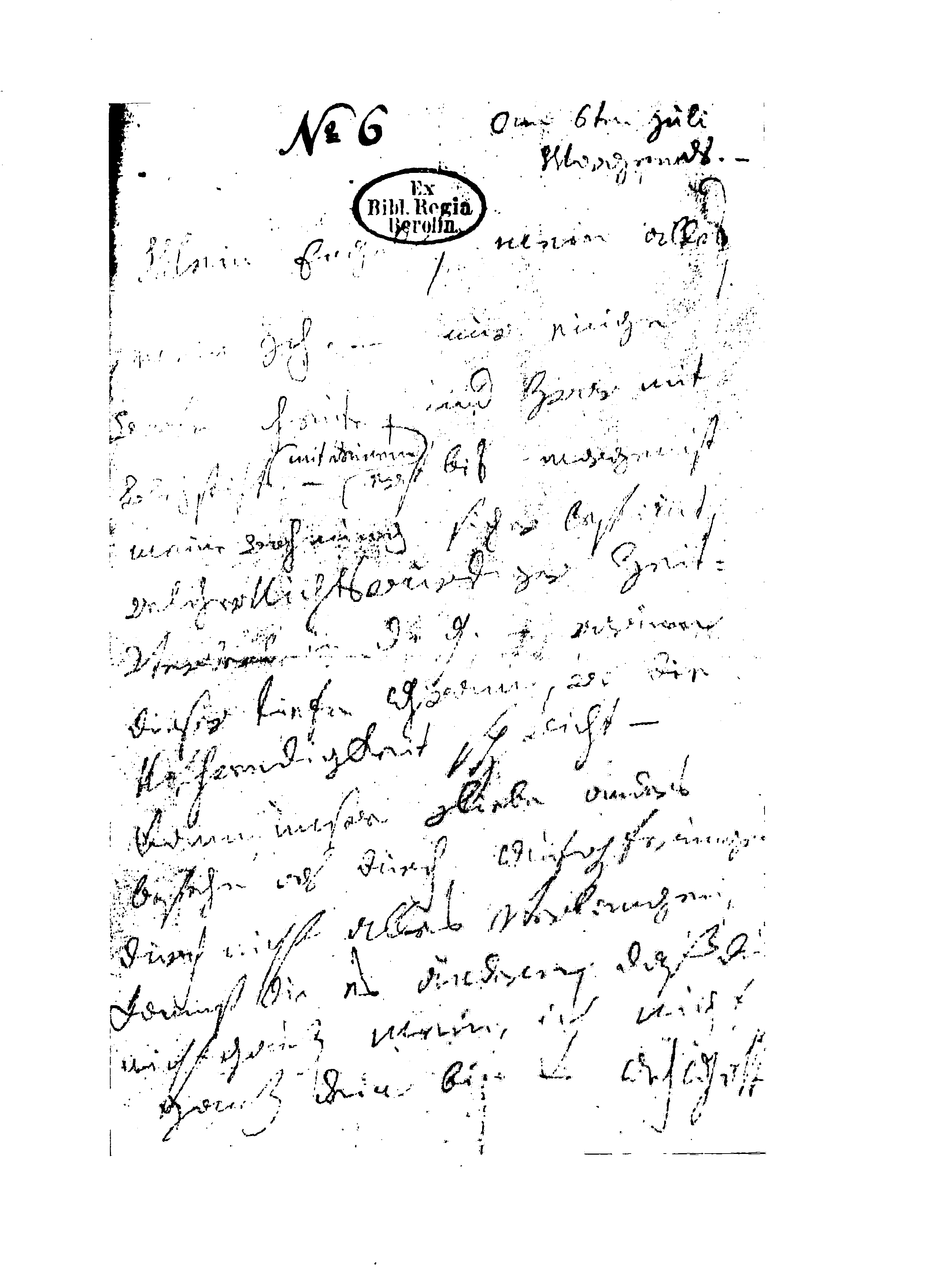
Facsimile della prima pagina.

La lettera all'amata immortale (in tedesco Briefe an die unsterbliche Geliebte) è un documento manoscritto di Ludwig van Beethoven.
Si tratta di un gruppo di tre lettere redatte il 6 e il 7 luglio 1812 mentre Beethoven seguiva una cura alle Terme di Teplitz in Boemia. Il loro destinatario era una donna di cui il compositore era profondamente innamorato. La sua identità è rimasta ancora oggi sconosciuta: si tratta dell'enigma principale dei biografi di Beethoven. Sembra certo che queste lettere non furono mai inviate: furono trovate in una credenza nei giorni che seguirono la morte del compositore, in un lato di un altro importante documento, il Testamento di Heiligenstadt.
Dagli studi dei coniugi Massin e di Maynard Solomon emergono due figure di donna, a cui ricondurre l'identità dell'"amata": Joséphine von Brunsvik e Antonia Brentano. Ma il piccolo dipinto di donna ritrovato accanto al manoscritto non corrisponde nelle fattezze a nessuna di queste.

## Le tre lettere
Ecco qui sotto la traduzione delle lettere:
Mio angelo, mio tutto, mio io — Solo poche parole per oggi, e per giunta scritte a matita (la tua) — Il mio alloggio non sarà definito prima di domani — che inutile perdita di tempo — Perché questa pena profonda, quando parla la necessità — può forse durare il nostro amore se non a patto di sacrifici, a patto di non esigere nulla l'uno dall'altra; puoi forse cambiare il fatto che tu non sei interamente mia, io non sono interamente tuo: Oh Dio, volgi lo sguardo alle bellezze della natura e rasserena il tuo cuore con ciò che deve essere — l'Amore esige tutto, e a buon diritto — così è per me con te, e per te con me. Ma tu dimentichi tanto facilmente che io devo vivere per me e per te; se fossimo davvero uniti, ne sentiresti il dolore tanto poco quanto lo sento io — Il mio viaggio è stato terribile; sono arrivato qui soltanto ieri mattina alle quattro. Poiché scarseggiavano i cavalli, la diligenza ha scelto un'altra strada, ma quant'era orribile! Alla penultima stazione di posta mi sconsigliarono di viaggiare la notte; volevano mettermi paura parlandomi di una foresta, ma ciò mi incitò maggiormente — ed ho avuto torto. La carrozza non poteva che rompersi per quel sentiero orrendo, fangoso e senza fondo. Se non avessi avuto con me quei postiglioni sarei rimasto in mezzo alla strada. Esterhby, viaggiando per la solita via, con otto cavalli ha avuto la stessa sorte che è toccata a me con quattro — Eppure ho provato un certo piacere, come sempre quando riesco a superare felicemente qualche difficoltà — Ora passo in fretta dai fatti esterni a quelli più intimi. Ci vedremo sicuramente presto; neppur oggi riesco a far parte con te delle mie considerazioni di questi ultimi giorni sulla mia vita — Se i nostri cuori fossero sempre vicini l'uno all'altro, non avrei certo simili pensieri. Il mio cuore trabocca di tante cose che vorrei dirti — ah — vi sono momenti in cui sento che le parole non servono a nulla — Sii serena — rimani il mio fedele, il mio unico tesoro, il mio tutto, così come io lo sono per te. Gli dei ci mandino il resto, ciò che per noi dev'essere e sarà.

Il tuo fedele Ludwig.»
Tu stai soffrendo, creatura adorata — soltanto ora ho appreso che le lettere devono essere impostate di buon mattino il lunedì-giovedì — i soli giorni in cui parte da qui la diligenza per K. — stai soffrendo — Ah, dovunque tu sia, tu sei con me — Sistemerò le cose tra noi in modo che io possa vivere con te. Che vita!!! Così!!! Senza di te — perseguitato da ogni parte dalla bontà della gente — che io non desidero né tanto meno merito — umiltà dell'uomo verso l'uomo — mi fa soffrire — e quando considero me stesso in rapporto all'universo, ciò che io sono e che Egli è — colui che chiamiamo il più grande degli uomini — eppure — qui si rivela la natura divina dell'uomo —piango se penso che probabilmente non potrai ricevere notizie da me prima di sabato — Per quanto tu mi possa amare — io ti amo di più. — Ma non avere mai segreti per me — buona notte — Dato che sto facendo la cura dei bagni devo andare a letto — Oh Dio — così vicini! così lontani! Non è forse il nostro amore una creatura celeste, e, per giunta, più incrollabile della volta del cielo?»
Pur ancora a letto, i miei pensieri volano a te, mia Immortale Amata, ora lieti, ora tristi, aspettando di sapere se il destino esaudirà i nostri voti — posso vivere soltanto e unicamente con te, oppure non vivere più — Sì, sono deciso ad andare errando lontano da te finché non potrò far volare la mia anima avvinta alla tua nel regno dello spirito — Sì, purtroppo dev'essere così — Sarai più tranquilla, poiché sai bene quanto ti sia fedele. Nessun'altra potrà mai possedere il mio cuore — mai — mai — oh Dio, perché si dev'essere lontani da chi si ama tanto. E la mia vita a Vienna è ora così infelice — Il tuo amore mi rende il più felice e insieme il più infelice degli uomini — alla mia età ho bisogno di una vita tranquilla e regolare — ma può forse esser così nelle nostre condizioni? Angelo mio, mi hanno appena detto che la posta parte tutti i giorni — debbo quindi terminare in fretta cosicché tu possa ricevere subito la lettera. — Sii calma, solo considerando con calma la nostra esistenza riusciremo a raggiungere la nostra meta, vivere insieme — Sii calma — amami — oggi — ieri — che desiderio struggente di te — te — te — vita mia — mio tutto — addio. — Oh continua ad amarmi — non giudicare mai male il cuore fedelissimo del tuo amato.

eternamente tuo

eternamente mia

eternamente nostri — L.»

## Nella cultura di massa
Nel film Amata immortale di Bernard Rose del 1994, si ipotizza che l'amata fosse Johanna Reiß, moglie del fratello del compositore, Kaspar van Beethoven.